# Władysław Karol Jan Tadeusz Laski

Herb własny rodziny Laski

Władysław Karol Jan Tadeusz Laski (ur. 21 maja 1831 w Warszawie, zm. 7 grudnia 1889), herbu własnego (Laski) – polski bankier i działacz społeczny żydowskiego pochodzenia.
Urodził się jako syn bankiera Aleksandra Karola Bernarda (1796-1850) i wnuczki Szmula Zbytkowera Zofii Berty Tischler (1802-1870).
Nic nie wiadomo o jego młodości. Był współwłaścicielem domu bankowego działającego wówczas pod firmą S. A. Fraenkel, a założonego przez dziadka. Sprawował funkcję członka rady Szpitala św. Jana Bożego w Warszawie, opiekuna prezydującego Instytutu Moralnie Zaniedbanych Dzieci na Mokotowie. Był starszym Giełdy Warszawskiej w latach 1874-1880. Zasiadał w Komisji Umorzenia Długu Krajowego Królestwa Polskiego i w radzie zarządzającej Kolei Warszawsko-Wiedeńskiej. Był rzeczywistym radcą stanu. Przeniósł się do Petersburga gdzie był dyrektorem Banku Międzynarodowego.
Był żonaty z hrabianką Stefanią Ilińską (1841-1920), z którą miał dwoje dzieci: Marię (ur. 1867, żonę hrabiego Zygmunta Wielopolskiego) i Aleksandra (1870-1909).
Został pochowany w Warszawie na cmentarzu Powązkowskim, (kwatera 20, rząd 3,4, miejsce 26-31: inw. 6073).